# Kálmán Pándy
Kálmán Pándy (ur. 14 października 1868 w Ókígyós, zm. 27 stycznia 1945 w Szentistvántelep) – węgierski lekarz, neurolog i psychiatra. W 1910 roku opracował prosty test pozwalający wykryć wzrost stężenia globulin w płynie mózgowo-rdzeniowym przy pomocy kwasu karbolowego, znany dziś jako test Pándy'ego.

## Wybrane prace
- Le méchanisme cortical des phénomènes reflexes. Paris, 1893
- A szeszes italokról és a nemibetegségekről. Pest, 1907